# 51 Ерідана b
51 Ерідана b — екзопланета, що нагадує молодий Юпітер. 51 Eri b була знайдена за допомогою інструменту GPI, встановленому в обсерваторії в Чилі. 51 Eri b знаходиться від Землі на відстані приблизно 100 світлових років в сузір'ї Ерідан. Орбіта розташована на відстані 13 а.о. від батьківської зірки — порівняно з Сонячною системою це трохи далі орбіти Сатурна. Вік 51 Ерідан b досягає 20 мільйонів років, тобто це молода планета. Екзопланета важча за Юпітер майже в два рази. Температури на її поверхні не перевищують 800 градусів за Фаренгейтом (477–327 С), що теоретично дозволяє віднести її до класу «гарячих юпітерів», проте слід розуміти, що планета дуже молода і просто не встигла охолонути після бурхливого народження. Через кілька мільйонів років її температура знизиться і вона, найімовірніше, стане типовим холодним газовим гігантом. Ці доводи також були підтверджені результатами спектрального аналізу: в атмосфері екзопланети виявлено високий вміст метану і парів води, які властиві холодним газовим велетням.
51 Eri b володіє найсильнішою концентрацією метану серед всіх інших відомих екзопланет.